# Mint a kámfor
A Mint a kámfor (eredeti cím: Out of Sight) 1998-ban bemutatott amerikai bűnügyi vígjáték Steven Soderbergh rendezésében, George Clooney és Jennifer Lopez főszereplésével. A filmet Oscar-díj-ra jelölték a legjobb vágás és a legjobb forgatókönyv kategóriában.

## Cselekmény
Jack Foley (George Clooney) kb. 200 bankot rabolt ki fegyver nélkül. Háromszor kapták el, amikor nem volt szerencséje menekülés közben, utoljára az autója nem indult el időben.
Jacknek három évtizedet kellene töltenie börtönben. Minden nap szökésről, az utolsó nagy balhéról és új életéről álmodozik. A szökés pillanatában egy nyomozónő, Karen Sisco (Jennifer Lopez) kerül Jack és társa, Buddy (Ving Rhames) útjába, akit túszként magukkal visznek egy darabig. Karen Sisco becsületes nyomozócsaládból való, és minden alkalmat megragad, hogy meghiúsítsa fogvatartói terveit. A csomagtartóba zárva Jackkel együtt semleges dolgokról beszélgetnek, például kedvenc filmjeikről. Jack szeretné, ha a nő úgy tenne, mintha más körülmények között találkoztak volna. Az első menet döntetlent hoz, de már késő: Jack rabul ejtette Karen szívét. Amikor másik kocsiba akarnak átszállni, Karen Sisco és Jack harmadik társa, Glenn váratlanul elhajtanak.
Miamiben Karen elfogja az egyik szökött fegyencet, ezért beveszik az FBI akciócsoportjába, akik a szökött rabokat üldözik. Karennek egy hotel előcsarnokában kell várakoznia egy rádióval. Amikor Jack és Buddy felbukkannak a liftben, Jack integet Karennek, aki képtelen riasztani a többieket a rádión, így Jack és Buddy elmenekülnek.
Detroitban Jack megkeresi Karent, és egy szenvedélyes éjszakát töltenek együtt egy szállodai szobában. Karen azonban reggel világossá teszi Jack számára, hogy ők a törvény ellentétes oldalán állnak.
Jack és társai már a börtönben tudomást szereztek róla, hogy az egyik elítélt igen gazdag, aki az otthonában 5 millió dollár értékű nyers gyémántot tárol tartalékként. Elhatározzák, hogy kirabolják, de egy másik korábbi elítélt, Szimat szintén el akarja rabolni a gyémántokat. Kelletlenül, de társulnak vele.
Szimat és két társa dilettáns módon a fegyvereikkel lőni kezdenek a megtalált széfre, de az természetesen sértetlen marad. Végül a házban lévő titkárnő elárulja a széf kódját, de abban csak három parókát találnak (a tulajdonos ugyanis kopasz). Jack eközben megtalálja a földszinten az addig rejtőzködő tulajdonost, továbbá az akváriumot, amiben a halak mellett a gyémántok is vannak (a laikus számára kavicsoknak látszanak). Buddy kiemeli a gyémántokat, és Jack erőteljes javaslatára távozik a helyszínről.
Szimat társa előbb kifosztja a hűtőszekrényt, majd Szimat utasítására Jack nyomába ered. Azonban a lépcsőn elbotlik és saját magát lövi fejbe. Jack az emeleten megtalálja Szimat másik társát, aki megpróbálja ágyba vinni a titkárnőt. Amikor Jack odaér, a titkárnő egy takarót dob a támadójára, eközben Jack több lövéssel megöli. Jack valószínűleg sejtette, hogy Karen követni fogja őket. Karen behatol a házba, miután Buddy elhagyta a helyszínt, és felszólítja Szimat-ot, hogy adja meg magát. Minthogy Szimat ennek nem tesz eleget, Karen tűzharcban lelövi őt. Jack és Karen szembenéznek egymással. Mivel Jacknél is fegyver van, amit nem hajlandó letenni, Karen kénytelen lábon lőni, majd a fémkorláthoz bilincseli.
Jacket és egy „Hidzsra” becenevű elítéltet átszállítják Miamibe. A kocsiban Karen a kísérő. „Hidzsra” onnan kapta muzulmán nevét, hogy eddig kilenc alkalommal szökött meg különböző börtönökből.

## Szereplők
| Szerep                         | Színész                | Magyar hangja (1. szinkron, 1999) | Magyar hangja (2. szinkron) |
| ------------------------------ | ---------------------- | --------------------------------- | --------------------------- |
| Jack Foley                     | George Clooney         | Szabó Sipos Barnabás              | Kőszegi Ákos                |
| Karen Sisco                    | Jennifer Lopez         | Pápai Erika                       | Pápai Erika                 |
| Buddy Bragg                    | Ving Rhames            | Gesztesi Károly                   | Vass Gábor                  |
| Maurice „Snoopy/Szimat” Miller | Don Cheadle            | Rajkai Zoltán                     | Bolba Tamás                 |
| Marshall Sisco, Karen apja     | Dennis Farina          | Szersén Gyula                     | Szersén Gyula               |
| Richard „Ripper” Ripley        | Albert Brooks          | Koroknay Géza                     | Fazekas István              |
| Midge                          | Nancy Allen            | Hullan Zsuzsa                     | Biró Anikó                  |
| Adele                          | Catherine Keener       | Juhász Judit                      | Farkasinszky Edit           |
| Kenneth                        | Isaiah Washington      | Király Attila                     | Varga Gábor                 |
| Glenn Michaels                 | Steve Zahn             | Stohl András                      | Seszták Szabolcs            |
| Raymond Cruz                   | Paul Calderon          | Galambos Péter                    | Szkárosi Márk               |
| José „Chino” Chirino           | Luis Guzmán            | Háda János                        | Elek Ferenc                 |
| Moselle                        | Viola Davis            | Kocsis Mariann                    | N/A                         |
| Daniel Burdon                  | Wendell B. Harris, Jr. | Sörös Sándor                      | Kassai Károly               |
| „White Boy/Fehér srác” Bob     | Keith Loneker          | Bognár Tamás                      | Sótonyi Gábor               |
| Ray Nicolette FBI-ügynök       | Michael Keaton         | Gyabronka József                  | Markovics Tamás             |
| „Hejira/Hidzsra” Henry         | Samuel L. Jackson      | Orosz István                      | N/A                         |

## Fontosabb díjak és jelölések
Oscar-díj (1999)
- jelölés: legjobb vágás (Anne V. Coates)
- jelölés: legjobb forgatókönyv (Scott Frank)